# 17-cétostéroïde
 (février 2023).
Si vous disposez d'ouvrages ou d'articles de référence ou si vous connaissez des sites web de qualité traitant du thème abordé ici, merci de compléter l'article en donnant les références utiles à sa vérifiabilité et en les liant à la section « Notes et références ».

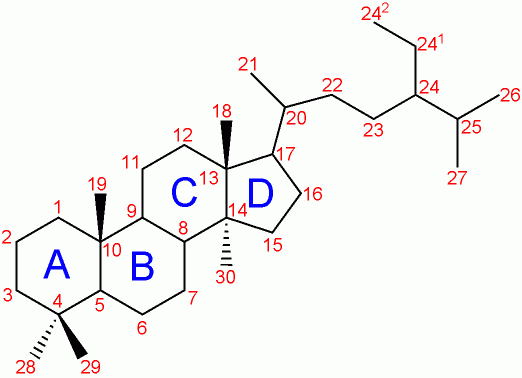
Squelette des stéroides ; les 17-cétosteroïdes ont un groupe cétone sur le carbone 17 (au lieu des carbones 20 à 27). Les carbones 18 et supérieurs peuvent aussi être absents.

Un 17-cétosteroïde est un stéroïde possédant un groupement cétone sur le carbone 17 du squelette des stéroïdes.
On compte parmi les 17-cétosteroïdes :
- l'androstènedione
- l'androstérone
- l'estrone
- la déhydroépiandrostérone (DHEA)

Androstènedione.
Androstérone.
Estrone.
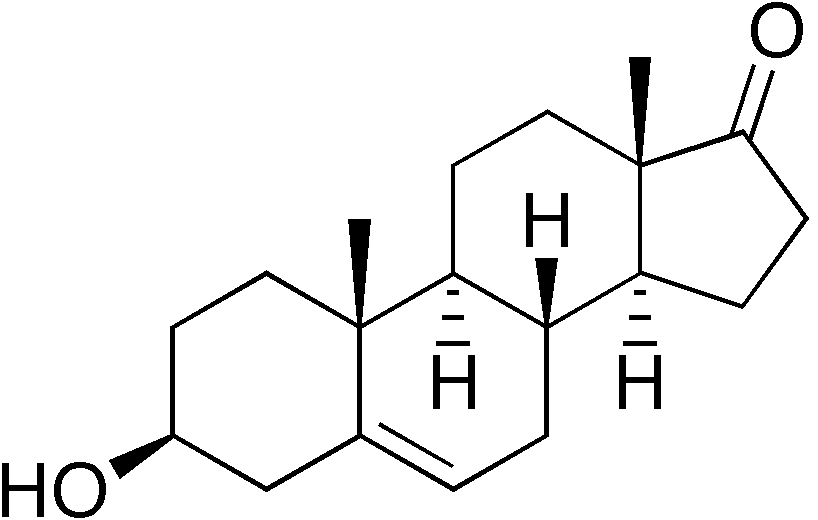
DHEA